# 국가대관구

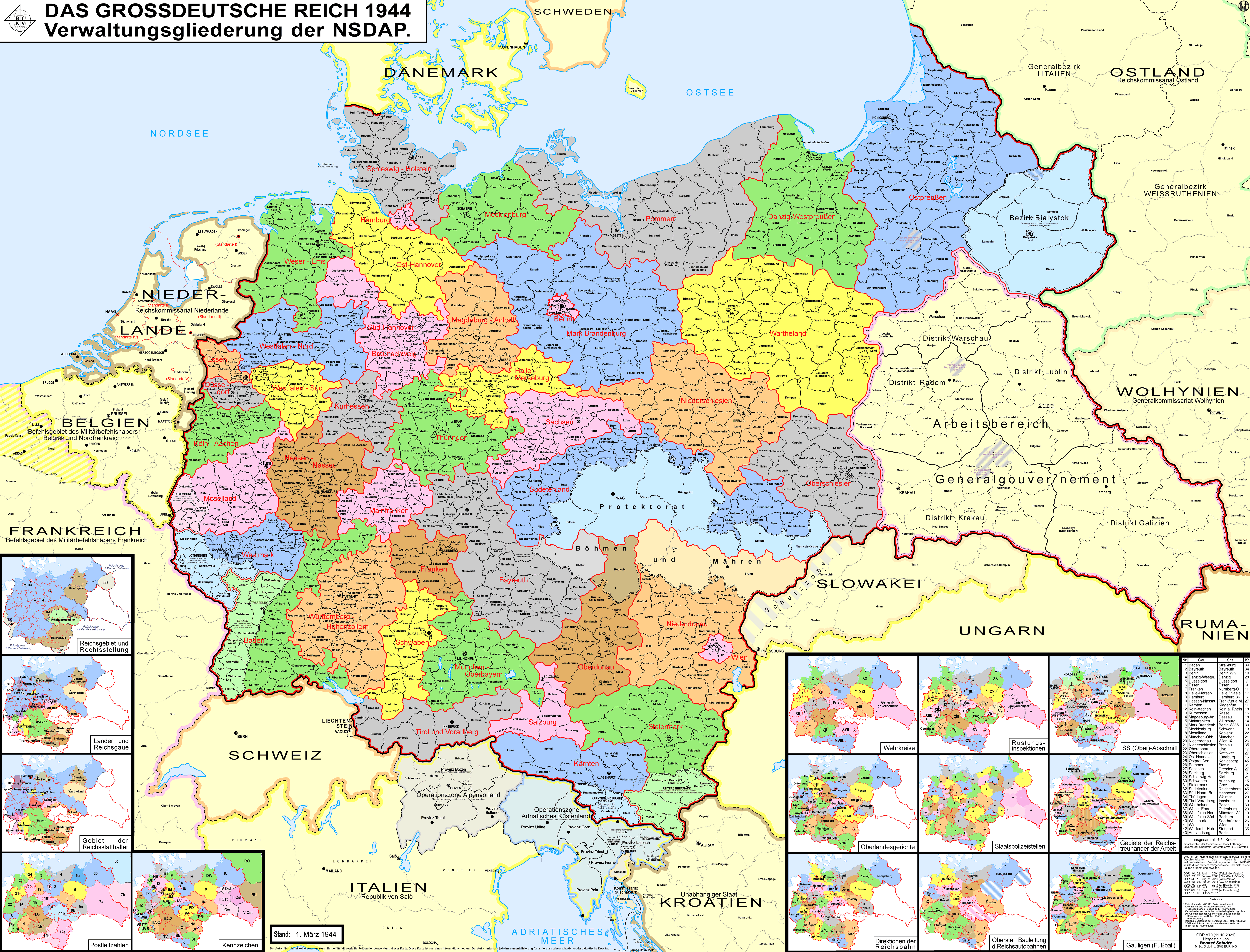
1944년 당시 나치 독일의 행정 구역 지도

국가대관구(國家大管區, 독일어: Reichsgau 라이히스가우[*], 복수형 독일어: Reichsgaue 라이히스가우에[*])는 1938년에서 1945년 사이 나치 독일의 직할 영토에 설치된 지방 행정 구역 단위이다.
국가대관구의 설치는 대관구지휘자의 소관인 나치당 대관구와 내무성에 딸린 국가지사의 소관인 연방주가 이원화되어 있어서 발생하는 행정적 혼란을 해결하기 위한 것이었다. 내무성 장관 빌헬름 프리크는 오랫동안 독일 행정체계의 간소화를 고대해 왔으며, 국가대관구는 그 결과물이라고 할 수 있다. 나치당 대관구들의 경계와 연방주들의 경계가 일치하게 되었고, 대관구지휘자가 국가지사를 겸하게 되는 체제였다. 그러나 히틀러와 유착한 나치 당료들의 이해관계에 의해 이러한 행정개혁은 구국가(Altreich), 즉 1937년 이전 독일의 고유영토에서는 실시되지 못했고, 오스트리아, 주데텐란트, 보헤미아 등을 합병하면서 새로 얻게 된 영토에만 실시하게 되었다.

## 같이 보기
- 나치 독일의 행정 구역